# 아사노 리카
아사노 리카(浅野 里香, あさの りか, 1994년 1월 7일 도쿄도 ~ )는 일본의 언론인이며 NHK 소속의 아나운서이다.

## 생애
아사노 리카(浅野 里香)는 1994년 1월 7일 일본 도쿄도에서 태어났다. 그녀는 시부야구에 있는 성심여자대학 (일본) 국제교류학과를 졸업했다.

## 입사
2016년에 NHK에 입사. 입사동기로는 카와사키 리카 아나운서이다.그녀는 첫 발령지인 시마네현에 NHK 마쓰에 방송국에서 아나운서로써 시작을 했다. 그러다가 2018년 7월까지 있다가 2018년 8월에 NHK 삿포로 방송국으로 옮기다가 2020년 3월 30일 신년 개편에 따라 도쿄도에 NHK 방송 센터 아나운서실로 옮겼다. 그러면서 수도권 네트워크에서 하야시다 리사 아나운서의 서브 캐스터로 진행하고 있고 2020년 4월 11일에 하야시다 리사 아나운서의 후임으로 부라타모리의 2022년 3월 말까지 진행했었다.그 후 2024년 1월 일반 남성과 결혼하고 또한 임신 중인 것이 밝혀지면서 휴직을 하게 된다.

## 같이 보기
- 타모리